# بيدرو باز
بيدرو باز (20 ديسمبر 1994 في البرتغال - ) هو لاعب كرة قدم برتغالي في مركز الهجوم. لعب مع نادي أولهانينسي.

## وصلات خارجية
- بيدرو باز على موقع قاعدة بيانات كرة القدم.إي يو (الإنجليزية)